# Mischa Bach
Michaela „Mischa“ Bach (* 29. April 1966 in Neuwied) ist eine deutsche Schriftstellerin.

## Leben
Mischa Bach war nach dem Abitur zwei Jahre Mitarbeiterin der Landesbühne Rheinland-Pfalz in ihrer Heimatstadt Neuwied. Danach studierte sie Germanistik, Anglistik und Filmwissenschaft an der Rheinischen Friedrich-Wilhelms-Universität Bonn und der Universität Duisburg-Essen, wo sie 1997 mit einer filmwissenschaftlichen Arbeit promovierte. Bach, die seit 1982 literarische Arbeiten veröffentlicht, lebt heute als freie Schriftstellerin in Essen. Neben ihrer literarischen Tätigkeit ist sie auch als Dozentin an verschiedenen Hochschulen und in der Erwachsenenbildung tätig.
Michaela Bach ist Verfasserin von Kriminalromanen, Erzählungen,
Theaterstücken und Fernsehdrehbüchern, vor allem für die Serie Polizeiruf 110. Sie ist Mitglied der literarischen Vereinigung „Mörderische Schwestern“ und der Krimi-Autorenvereinigung „Syndikat“. Für ihre Erzählung „Der Tod ist ein langer trüber Fluss“ erhielt sie 2001 den Martha-Saalfeld-Förderpreis.
2018 startete Michaela Bach mit der Landesschule für Gehörlose und Schwerhörige in Neuwied mit den Klassen 7 und 8 das Projekt „Autorenpatenschaften“. Dieses Projekt dient dazu, Schüler und Jugendliche in die Welt der Autoren einzuführen.

## Auszeichnungen
- 2001: Martha-Saalfeld-Förderpreis

## Werke

### Belletristik
- Rattes Gift, Kriminalroman, Leda, Leer 2009. ISBN 978-3-939689-23-2
- Stimmengewirr, Kriminalroman, Leda, Leer 2006. ISBN 978-3-934927-79-7
- Der Tod ist ein langer, trüber Fluss, Kriminalnovelle, Brandes und Apsel, Frankfurt a. M. 2004. ISBN 3-86099-503-0

### Wissenschaftliche Arbeiten
- Erzählperspektive im Film. Eine erzähltheoretische Untersuchung mithilfe exemplarischer Filmanalysen, Item-Verlag, Essen 1997 (zugl.: Essen, Univ., Diss., 1997). ISBN 3-929151-17-0

### Herausgeberschaften
- Brillante Morde. Die besten Krimi-Kurzgeschichten aus Deutschland, Österreich und der Schweiz, nominiert und ausgezeichnet mit dem Friedrich-Glauser-Preis 2002, 2003, 2004 (zusammen mit Ina Coelen), Leporello-Verlag, Krefeld 2004. ISBN 3-936783-08-X
- Die vielen Tode des Herrn S., Kriminalgeschichten, Emons, Köln 2002. ISBN 3-89705-242-3